# Monstermania
Monstermania (engl. Rumble) je američka računalno animirana sportska komedija iz 2021. koju je režirao Hamish Grieve prema scenariju Grieva i Matta Liebermana. Na Paramount+-u je objavljen 15. prosinca 2021.

## Radnja
U svijetu čudovišnog hrvanja, nikada nije postojao šampion poput njega.

## Glasove posudili
| Ime                                | Engleska inačica      | Hrvatska inačica   |
| ---------------------------------- | --------------------- | ------------------ |
| Viki Coyle                         | Geraldine Viswanathan | Nika Turković      |
| Steve Svemoćni / Rayburn Jr.       | Will Arnett           | Rakan Rushaidat    |
| Lignjakulus                        | Terry Crews           | Hrvoje Kečkeš      |
| Marko Članak                       | Stephen A. Smith      | Ivan Šarić         |
| Šaka McGinty / Mac                 | Jimmy Tatro           | Mladen Badovinac   |
| Fred                               | Tony Shalhoub         | Janko Rakoš        |
| Maggie Coyle                       | Susan Kelechi Watson  | Ivana Bakarić      |
| Zigi Marlon                        | Tony Danza            | Dušan Gojić        |
| Zlatko Brett-Chadley III           | Ben Schwartz          | Tin Rožman         |
| Najavljivač Stokera                | Michael Buffer        | Mario Petreković   |
| Gradonačelnik                      | Fred Melamed          | Duško Valentić     |
| Gospođa Koka                       | Bridget Everett       | Ksenija Marinković |
| Sjekirica                          | Becky Lynch           | Sara Stanić        |
| Ramarilla Jackson                  | Roman Reigns          | Boris Barberić     |
| Klonk                              | Brian Baumgartner     | Marko Juraga       |
| Denise                             | Jamal Duff            | Domagoj Janković   |
| Mlada Viki Coyle                   | Kaya McLean           | Zara Penava        |
| Mladi Steve Svemoćni / Rayburn Jr. | Gracen Newton         | Darin Pavišić      |
| Kralj Grozni                       | Chris Eubank          | Igor Pokrajac      |

### Ostali glasovi:
- Lada Bonacci
- Marko Cindrić
- Martina Kapitan Bregović
- Vjekoslav Hudeček
- Lovro Ivanković
- Nikica Viličić
- Daniel Dizdar

### Sinkronizacija
- Sinkronizacija: Duplicato Media d.o.o.
- Redatelj dijaloga: Luka Rukavina
- Prijevod i adaptacija: Davor Slamnig